# アイテイオー
アイテイオー（1960年4月2日 - 不明）は、日本中央競馬会に所属していた競走馬・繁殖牝馬。1963年のオークスを優勝。

## 経歴
株取引で財を成した伊藤忠雄の所有馬で、5代前の母方の血統が不明のサラ系であった。
1960年にキタノオーと共に菊花賞初の兄弟制覇を成し遂げたキタノオーザの姪にあたり、キタノオー、キタノオーザと同じで、伊藤竹男が主戦騎手を務めた。半弟には1967年に北海道3歳Sを勝ち、無敗のまま引退したキタノダイオーがいる。

### 戦績
1962年（3歳）11月の東京でデビューし、2戦目の新馬戦を保田隆芳で勝つ。1963年（4月）は60万下を勝ち、桜花賞を目指して関西に入る。前哨戦のオープンは5着に終わり、大根田裕也が騎乗するも6着に終わる。関東に戻ってトライアルの4歳牝馬特別で3着と盛り返し、4番人気で出走した優駿牝馬はゲート入りを嫌う馬がいて発走が遅れ波乱含みとなり、人気の関西馬ミルフオードが馬群に沈み、アイテイオーが直線抜け出して優勝。夏は北海道シリーズに参戦し、札幌オープン2着、重賞昇格前の函館記念2着と好走。秋はセントライト記念でグレートヨルカの差の無い2着と頑張っていたが、1964年（5歳）4月の東京オープン8着を最後に引退。

### 引退後
引退後は1965年に繁殖入りし、11頭の産駒を送り出した。その中から1974年に京都牝馬特別を勝ったアイテイシローが出ている。また、孫に1982年の有馬記念を勝ったヒカリデユールがいる。繁殖牝馬引退後の消息は不明。

## 競走成績
- 1962年（2戦1勝）
- 1963年（9戦3勝）
  - 1着 - 優駿牝馬
  - 2着 - セントライト記念、函館記念
- 1964年（1戦0勝）

※太字は八大競走を含むGI級レース。